# Lotte Garbers
Lotte Garbers (født 22. maj 1967) er en dansk romanforfatter og cand.merc.int.
Hun debuterede med For egen vinding i 1999, efterfulgt af Hun har det hele i 2001 og Pendul fra 2005, alle udgivet på forlaget Gyldendal. Hun har desuden skrevet interviewbogen Vær her nu – hvad præster ved om lykke, den erotiske novellesamling Prøverummet og novelletten Sicilien sitrer, alle på forlaget Rosinante & Co, hvor også romanen Laust fra 2013 er udkommet. Hun har desuden udgivet flere noveller på andre forlag, bl.a. Lindhardt & Ringhof og Politikens Forlag. I 2020 udgav hun Løbeklubben i Saudi, i 2022 udgav hun romanen Medgift, begge på forlaget People's. I 2025 skiftede hun igen forlag til Lindhardt og Ringhof og udkom med sin første historiske roman Frøken Sannoms vinger. 

## Karriere
- har boet i Paris 2012-2014, Saudi-Arabien 2016-2019 Algeriet 2019-2022 og 2022-2025 i Schweiz.
- er modtager af arbejdslegat fra Statens Kunstfond og flere arbejdsopholdslegater, bl.a. på  San Cataldo.
- har været kommunikationsrådgiver hos Gyldendal 2015-2019.
- har været bestyrelsesmedlem i Copenhagen Literary Agency 2014-2015.

- har i årene 2009-2012 været formand for Dansk Forfatterforening.

- har været klummeskribent på Ekstra Bladet, gratisavisen Dato og B.T.. og skrevet for flere dameblade og lavet boganbefalinger til Eurowoman 2001-2006.

- arbejdede før sit forfatterskab i Microsoft Danmark og NKT Scanpoint.

- er student fra Helsingør Gymnasium 1986 og har siden 1991 været gift med Carsten Foghsgaard, med hvem hun har to sønner.

## Ekstern henvisning
- Lotte Garbers hjemmeside Arkiveret 19. august 2007 hos  Wayback Machine
- Lotte Garbers på Forfatterweb.dk